# Zahlé (distrito)
Zahlé é um distrito libanês localizado na província de Beqaa.